# Tipula (Microtipula) subinfuscata
Tipula (Microtipula) subinfuscata is een tweevleugelige uit de familie langpootmuggen (Tipulidae). De soort komt voor in het Neotropisch gebied.